# Stipa gigantea
Stipa gigantea är en gräsart som beskrevs av Heinrich Friedrich Link. Stipa gigantea ingår i släktet fjädergrässläktet, och familjen gräs. Inga underarter finns listade i Catalogue of Life.

## Bildgalleri

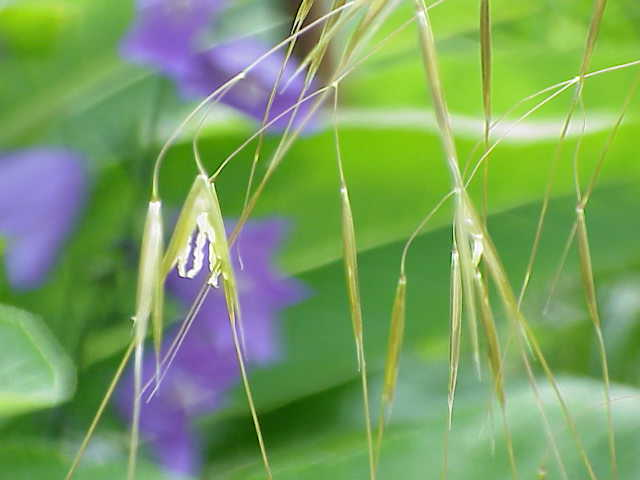
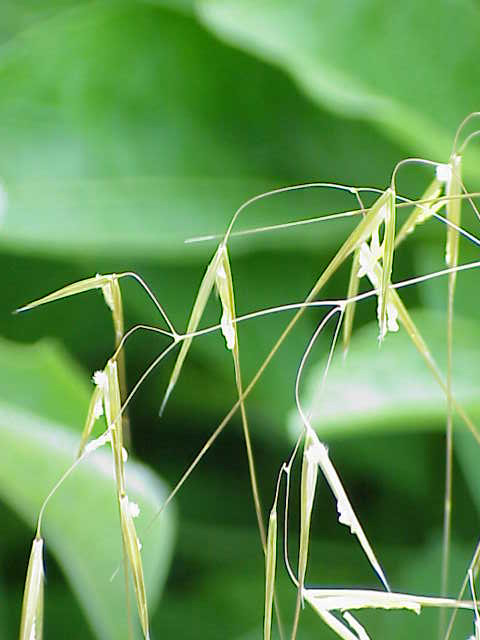
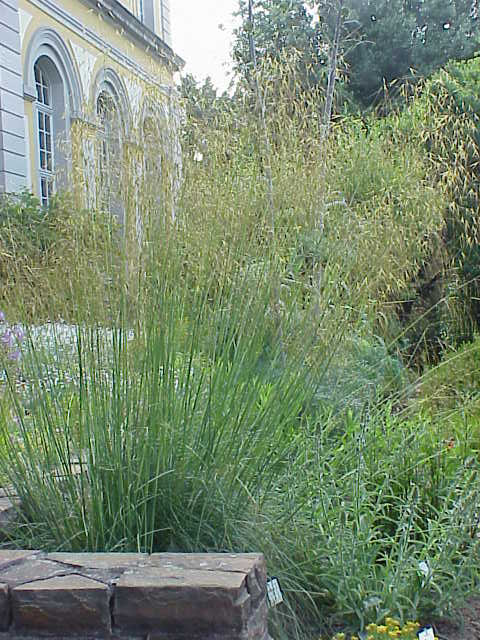
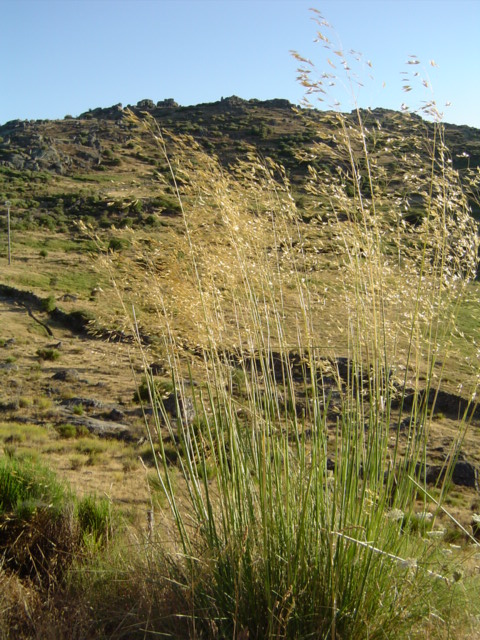
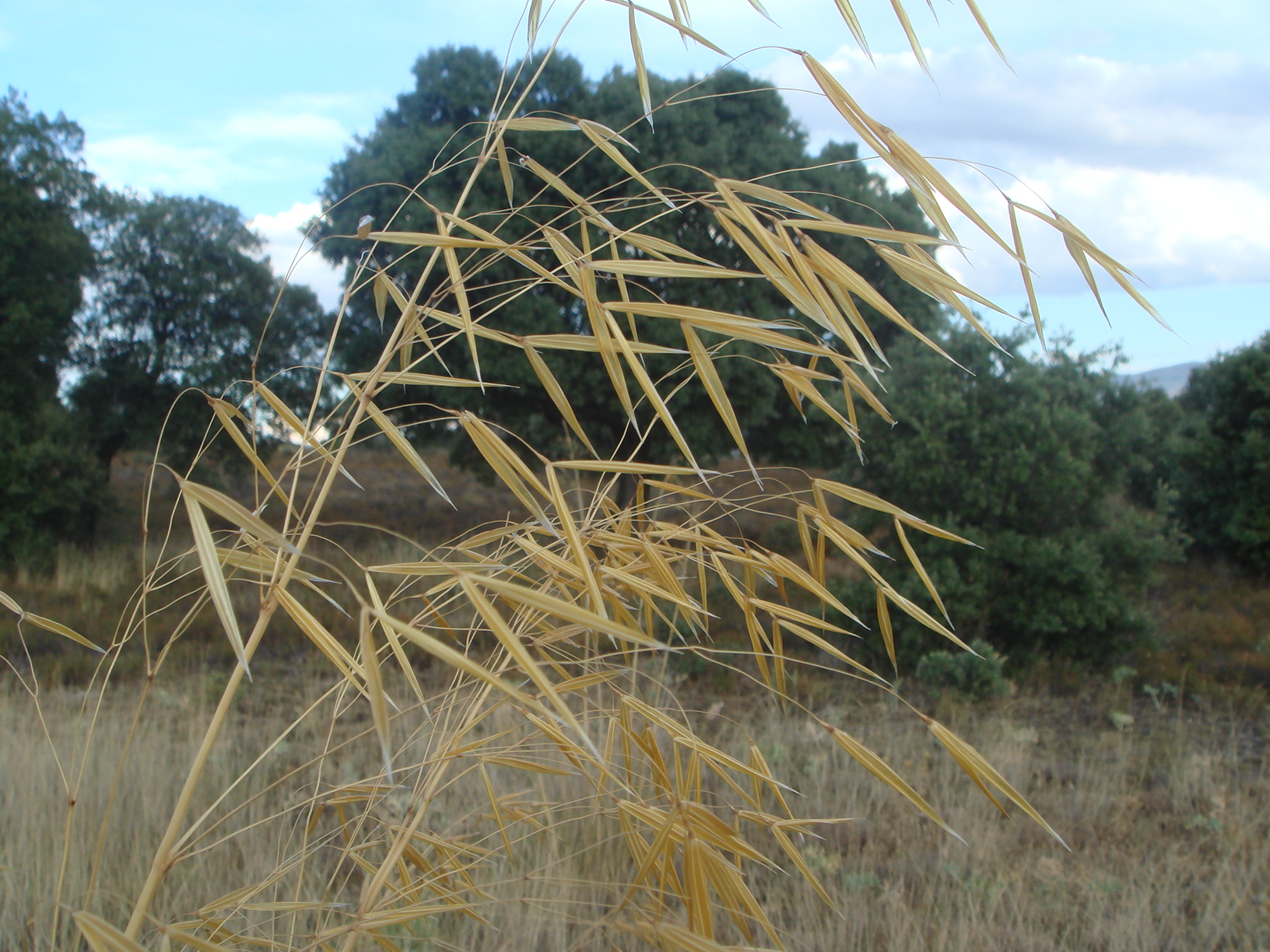
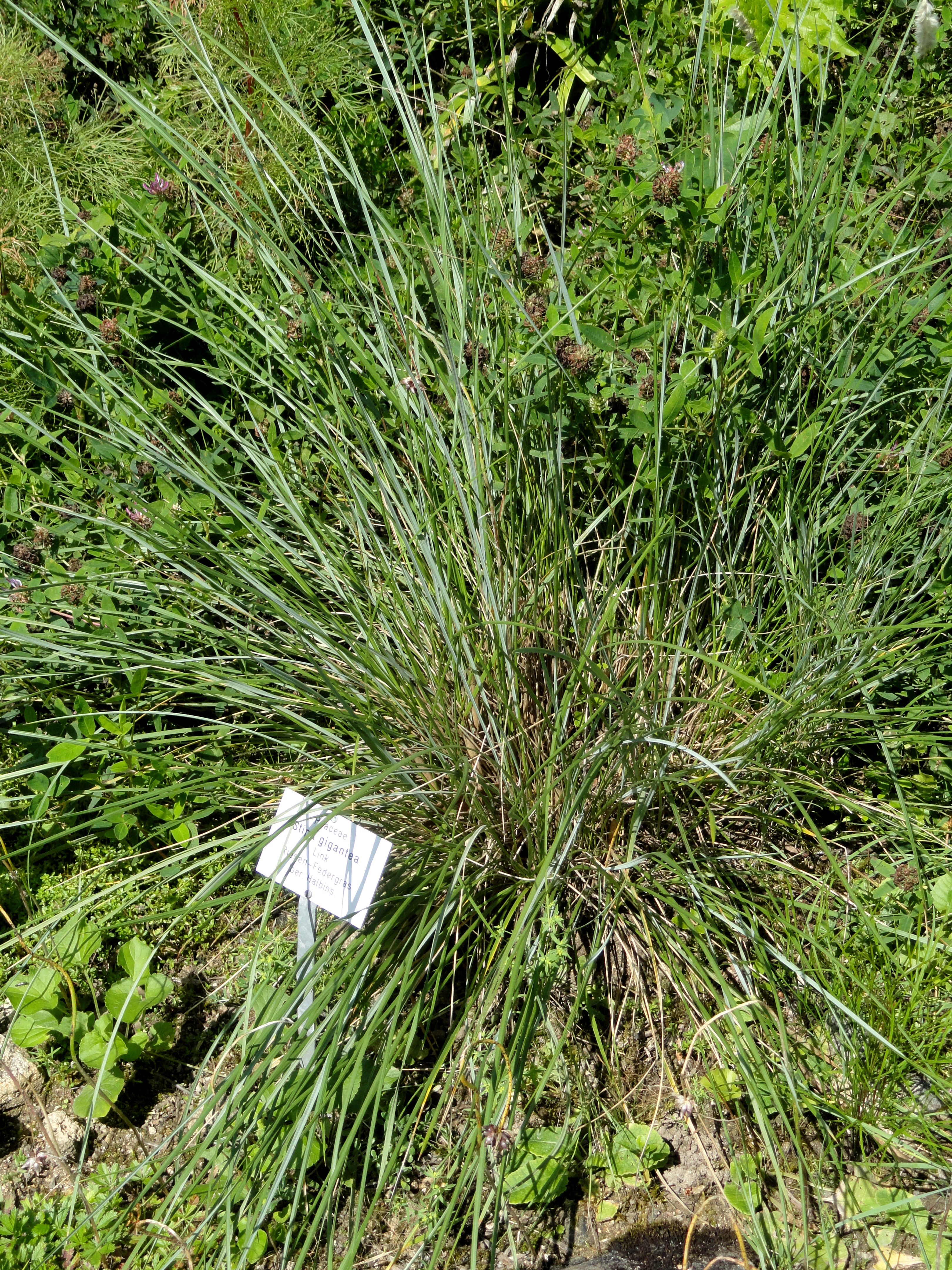